# Patricia Neal
Patricia Patsy Louise Neal (Packard, Kentucky, Estados Unidos, 20 de Janeiro de 1926 – Edgartown, Massachusetts, Estados Unidos, 8 de agosto de 2010) foi uma atriz norte-americana que venceu o Oscar de Melhor Atriz (principal) em 1964 por seu trabalho em O Indomado.
Trabalhou com diretores como Robert Wise, Elia Kazan e King Vidor. O dia em que a Terra parou é um de seus filmes mais famosos. Morreu em 8 de agosto de 2010 em decorrência de câncer pulmonar, em sua casa, na cidade de Edgartown, Massachusetts.

## Filmografia

### Filmes
| Ano  | Filmes                          | Personagem                        |
| ---- | ------------------------------- | --------------------------------- |
| 1949 | John Loves Mary                 | Mary McKinley                     |
| 1949 | The Fountainhead                | Dominique Francon                 |
| 1949 | It's a Great Feeling            | Herself                           |
| 1949 | The Hasty Heart                 | Sister Parker                     |
| 1950 | Bright Leaf                     | Margaret Jane Singleton           |
| 1950 | The Breaking Point              | Leona Charles                     |
| 1950 | Three Secrets                   | Phyllis Horn                      |
| 1951 | Operation Pacific               | Lt. (j. g.) Mary Stuart           |
| 1951 | Raton Pass                      | Ann Challon                       |
| 1951 | The Day the Earth Stood Still   | Helen Benson                      |
| 1951 | Week-End with Father            | Jean Bowen                        |
| 1952 | Diplomatic Courier              | Joan Ross                         |
| 1952 | Washington Story                | Alice Kingsley                    |
| 1952 | Something for the Birds         | Anne Richards                     |
| 1954 | Stranger from Venus             | Susan North                       |
| 1954 | La tua donna                    | Countess Germana De Torri         |
| 1957 | A Face in the Crowd             | Marcia Jeffries                   |
| 1961 | Breakfast at Tiffany's          | Mrs. Emily Eustace "2E" Failenson |
| 1963 | Hud                             | Alma Brown                        |
| 1964 | Psyche 59                       | Alison Crawford                   |
| 1965 | In Harm's Way                   | Lt. Maggie Haynes                 |
| 1968 | The Subject Was Roses           | Nettie Cleary                     |
| 1971 | The Night Digger                | Maura Prince                      |
| 1973 | Baxter!                         | Dr. Roberta Clemm                 |
| 1973 | Happy Mother's Day, Love George | Cara                              |
| 1975 | Hay que matar a B.              | Julia                             |
| 1977 | Nido de Viudas                  | Lupe                              |
| 1979 | The Passage                     | Sra. Bergson                      |
| 1979 | Ghost Story                     | Stella Hawthorne                  |
| 1989 | An Unremarkable Life            | Frances McEllany                  |
| 1999 | Cookie's Fortune                | Jewel Mae "Cookie" Orcutt         |
| 2009 | Flying By                       | Margie                            |

### Televisão
| Ano       | Projeto                                               | Personagem                  | Notas                                                              |
| --------- | ----------------------------------------------------- | --------------------------- | ------------------------------------------------------------------ |
| 1954      | Goodyear Playhouse                                    |                             | episódio: Spring Reunion                                           |
| 1958      | Suspicion                                             | Paula Elgin                 | episódio: Someone Is After Me                                      |
| 1957–1958 | Playhouse 90                                          | Rena Menken Margaret        | episódio: The Gentleman from Seventh Avenue episódio: The Playroom |
| 1954–1958 | Studio One in Hollywood                               | Caroline Mann Miriam Leslie | episódio: Tide of Corruption episódio: A Handful of Diamonds       |
| 1958      | Pursuit                                               | Mrs. Conrad                 | episódio: The Silent Night                                         |
| 1959      | Rendezvous                                            | Kate Merlin                 | episódio: London-New York                                          |
| 1959      | Clash by Night                                        | Mia Wilenski                |                                                                    |
| 1960      | The Play of the Week                                  | Mistress Grace Wilson       | episódio: Strindberg on Love episódio: The Magic and the Loss      |
| 1961      | Special for Women: Mother and Daughter                | Ruth Evans                  |                                                                    |
| 1962      | Drama 61-67                                           | Beebee Fenstermaker         | episódio: Drama '62: The Days and Nights of Beebee                 |
| 1962      | Checkmate                                             | Fran Davis                  | episódio: The Yacht-Club Gang                                      |
| 1962      | The Untouchables                                      | Maggie Storm                | episódio: The Maggie Storm Story                                   |
| 1962      | Westinghouse Presents: That's Where the Town Is Going | Ruby Sills                  |                                                                    |
| 1962      | Winter Journey                                        | Georgie Elgin               |                                                                    |
| 1962      | Zero One                                              | Margo                       | episódio: Return Trip                                              |
| 1963      | Ben Casey                                             | Dr. Louise Chapelle         | episódio: My Enemy Is a Bright Green Sparrow                       |
| 1963      | Espionage                                             | Jeanne                      | episódio: The Weakling                                             |
| 1971      | The Homecoming: A Christmas Story                     | Olivia Walton               |                                                                    |
| 1972      | Circle of Fear                                        | Ellen Alexander             | episódio: Time of Terror                                           |
| 1974      | Kung Fu                                               | Sara Kingsley               | episódio: Blood of Dragon                                          |
| 1974      | Things in Their Season                                | Peg Gerlach                 |                                                                    |
| 1975      | Eric                                                  | Lois Swensen                | Filme de TV                                                        |
| 1975      | Little House on the Prairie                           | Julia Sanderson             | episódio: Remember Me                                              |
| 1975      | Movin' On                                             | Maddie                      | episódio: Prosperity #1                                            |
| 1976      | The American Woman: Portraits of Courage              | Narrator                    |                                                                    |
| 1977      | Tail Gunner Joe                                       | Sen. Margaret Chase Smith   |                                                                    |
| 1978      | A Love Affair: The Eleanor and Lou Gehrig Story       | Mrs. Gehrig                 |                                                                    |
| 1978      | The Bastard                                           | Marie Charboneau            |                                                                    |
| 1979      | All Quiet on the Western Front                        | Paul's Mother               |                                                                    |
| 1984      | Glitter                                               | Madame Lil                  | episódio: Piloto                                                   |
| 1984      | Love Leads the Way: A True Story                      | Mrs. Frank                  | Filme de TV                                                        |
| 1984      | Shattered Vows                                        | Sister Carmelita            | Filme de TV                                                        |
| 1990      | Caroline?                                             | Miss Trollope               | Filme de TV                                                        |
| 1990      | Murder, She Wrote                                     | Milena Maryska              | episódio: Murder in F Sharp                                        |
| 1992      | A Mother's Right: The Elizabeth Morgan Story          | Antonia Morgan              |                                                                    |
| 1993      | Heidi                                                 | Grandmother                 |                                                                    |